# Губаль, Василий Иванович
Василий Иванович Губаль (укр. Василь Іванович Губаль; род. 5 июня 1967, с. Липча, Хустский район, Закарпатская область) — украинский политик, председатель Закарпатской областной государственной администрации с 2014 по 2015 год. Депутат Закарпатского облсовета с 2015 года.

## Образование
1982—1985 — ученик Хустского СПТУ № 10.
1985—1987 — служба в армии.
Окончил Национальный университет «Львовская политехника», «Экономика предприятия» (2006), «Финансы» (2007).

## Карьера
1988—1989 — регулятор электро-радиотехнических систем Хустского завода технологического оборудования.
1989—1992 — на кирпичном заводе колхоза «Советская Украина».
1996—1998 — заведующий сувенирного цеха КСП «Украина».
1999—2001 — мастер по заготовке леса ПКФ «Интертиса-импорт экспорт Украина».
2001—2005 — директор ООО «Интреркарпаты», г. Воловец.
2005 — директор ООО «Торнадо».
2005—2009 — частный предприниматель.
2009—2010 — директор ООО «СГ-Патриот».
Депутат Хустского районного совета V и VI созывов. С 2010 по 2014 год занимал должность председателя Хустского райсовета VI созыва.
Председатель Хустской районной организации Народной партии.

## Семья
Женат, имеет двоих детей.